# Elaine Paige
Elaine Paige, född Elaine Jill Bickerstaff den 5 mars 1948 i Barnet i norra London (i dåvarande Hertfordshire), är en brittisk skådespelare och sångare. Hon har medverkat i många musikalers London-uppsättningar, till exempel Hair (hennes West End-debut), Jesus Christ Superstar, Nuts och Grease.

## Biografi
Elaine Paige var relativt okänd när hon 1978 uttogs att spela huvudrollen, Eva Perón, i premiäruppsättningen av Tim Rice och Lloyd Webbers musikal Evita. Hon debuterade på Broadway 1996 i rollen som Norma Desmond i en musikalversion av filmen Sunset Boulevard.
Senare har hon spelat stora roller i andra av Lloyd Webbers musikaler som Cats och nyuppsättningen av Sunset Boulevard. 1986 hade hon stor framgång i huvudrollen i Londonuppsättningen av Chess. Duetten I Know Him So Well från Chess med Paige och Barbara Dickson är den bäst sålda singeln med en kvinnlig duo. 2004 spelade hon Mrs. Lovett i New York City Operas uppsättning av Stephen Sondheims musikal Sweeney Todd.
Paige har nominerats till fem Laurence Olivier Awards och har sitt eget radioprogram, Elaine Paige on Sunday, i BBC Radio 2.
Hon har aldrig varit gift men hade ett långvarigt förhållande med Tim Rice under 1980-talet.

## Utmärkelser
- Laurence Olivier Award
- Officer av Brittiska imperieorden

[Redigera Wikidata]